# 内藤文成
内藤 文成（ないとう ふみしげ）は、江戸時代後期の大名。三河国挙母藩第7代（最後）の藩主。挙母藩内藤家11代。

## 生涯
安政2年（1855年）12月20日、6代藩主・内藤政文の長男として誕生した。安政5年（1858年）に父が死去したため家督を継ぐが、4歳の幼少のために藩政は家老らによる合議制で行なわれた。
慶応4年（1868年）の戊辰戦争では、尾張藩を通じて新政府に恭順し、食糧や人足の調達に努めた。明治2年（1869年）6月22日に版籍奉還により、挙母藩知事に任じられる。直後の9月19日に百姓一揆が起こったが鎮圧し、藩政改革に着手している。12月13日、従五位下・丹波守に叙位・任官する。

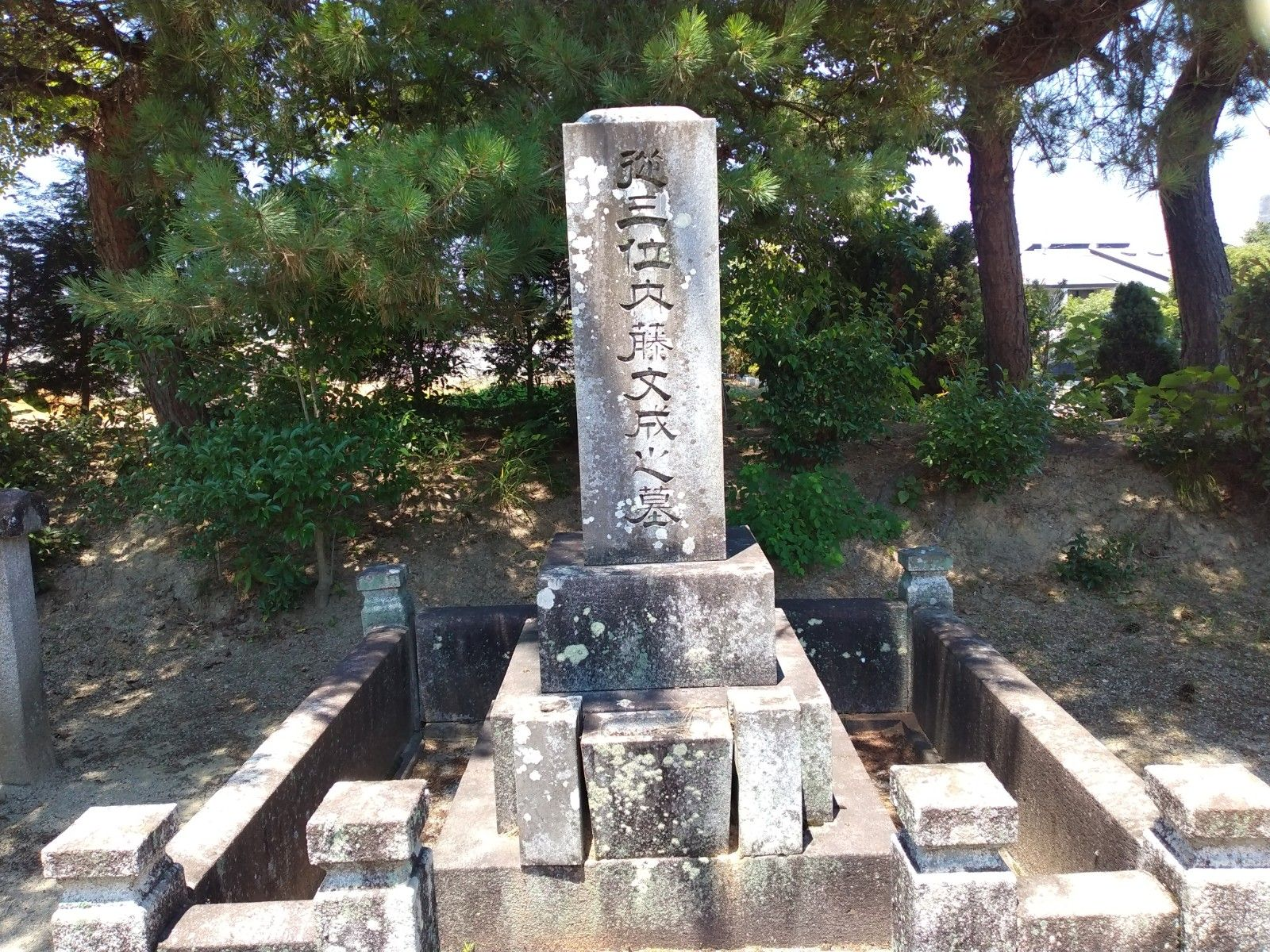
内藤文成の墓(豊田市洞泉寺)

しかし改革における家禄改革の不満から、明治3年（1870年）6月24日に石井騒動、明治4年（1871年）5月に正学党事件が起こるなどしている。7月14日の廃藩置県により、藩知事を免官された。明治7年（1874年）6月10日、家督を養子の政共に譲って隠居する。明治34年（1901年）7月30日に従三位に昇叙されるが、7月31日に挙母の別邸である存心堂で死去した。享年47。

## 系譜
父母
- 内藤政文（父）
- 内藤増子 ー 内藤政成の養女（母）

側室
- 鈴尾 ー 新田氏

子女
- 一柳直徳正室

養子
- 内藤政共 ー 内藤政成の十二男

| 当主          | 当主                         | 当主          |
| ------------- | ---------------------------- | ------------- |
| 先代 内藤政文 | 挙母藩内藤家 1858年 - 1874年 | 次代 内藤政共 |